# 瓜达露佩圣母圣殿 (圣菲)
瓜达露佩圣母圣殿（西班牙語：Basílica Nuestra Señora de Guadalupe）是一座宏伟的罗马天主教宗座圣殿，位于阿根廷圣菲省圣菲。

## 历史
1747年，一位圣母赎虏会神父发现了一幅圣母像，1759年建成一座小堂 1779年重建。
1904年，主教祝福新教堂的基石，建筑师约翰·鲍蒂斯塔·阿尔纳迪。建筑于1910年5月8日落成。1928年4月22日举行了圣母像加冕仪式。

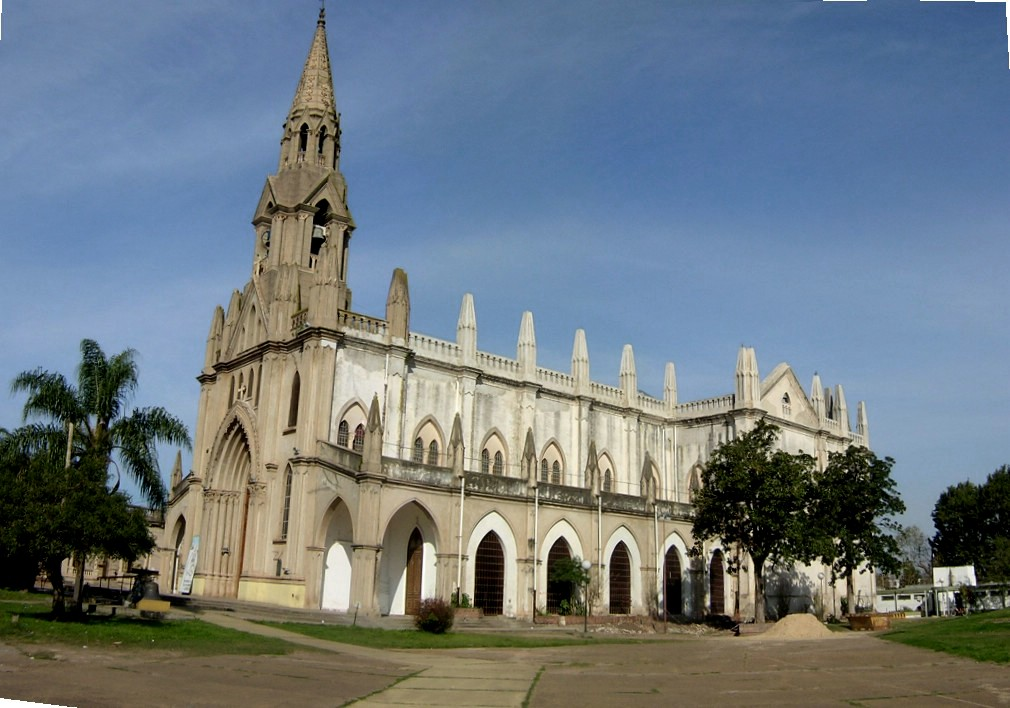
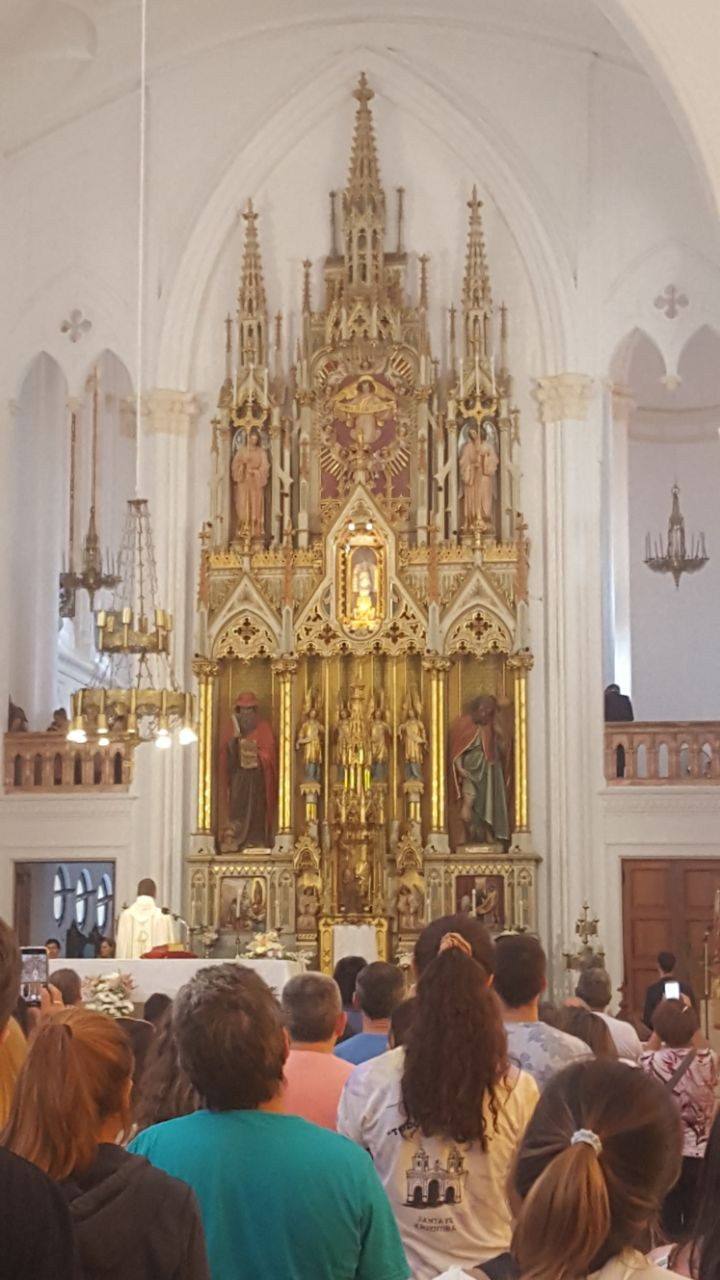
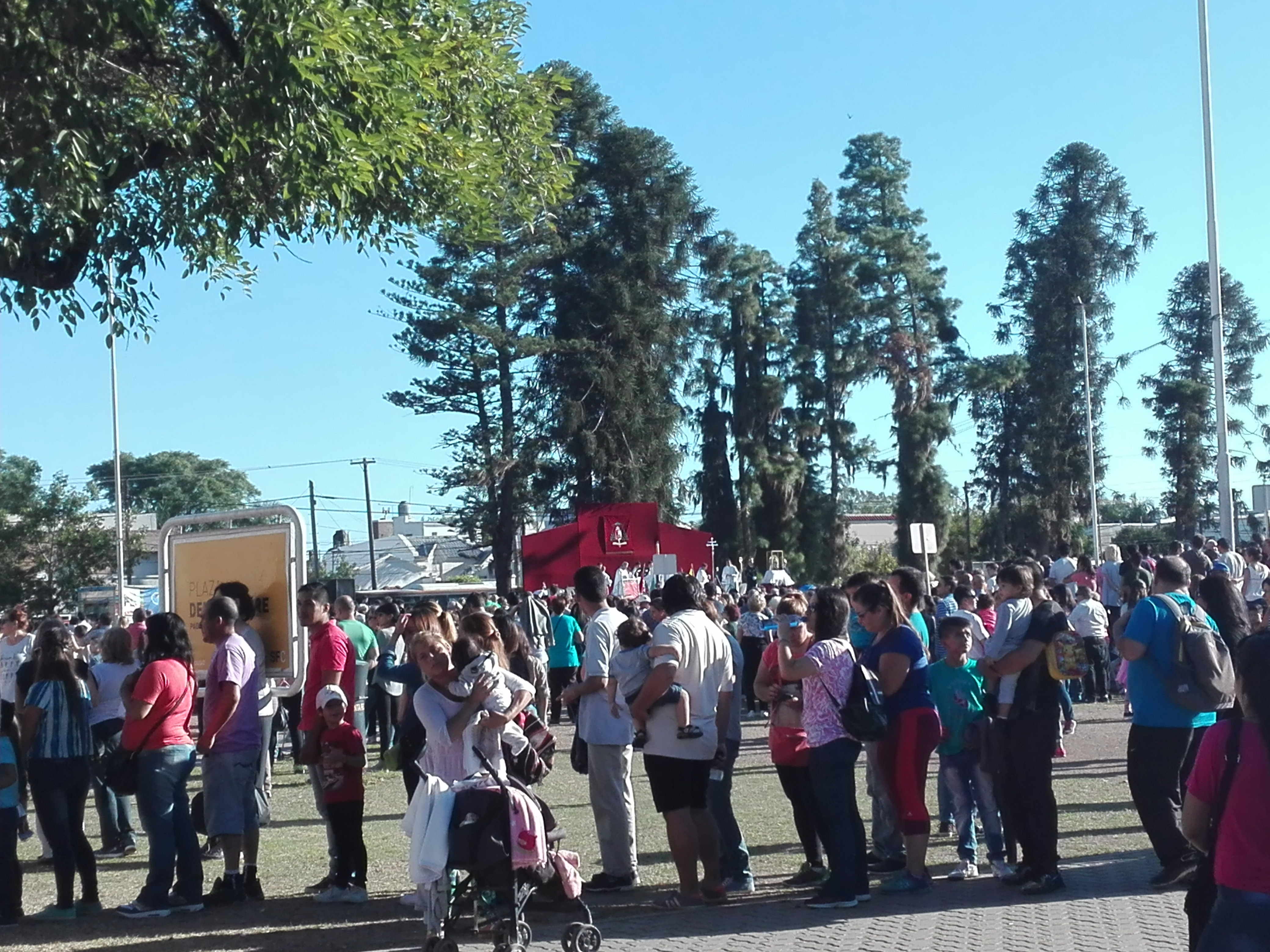
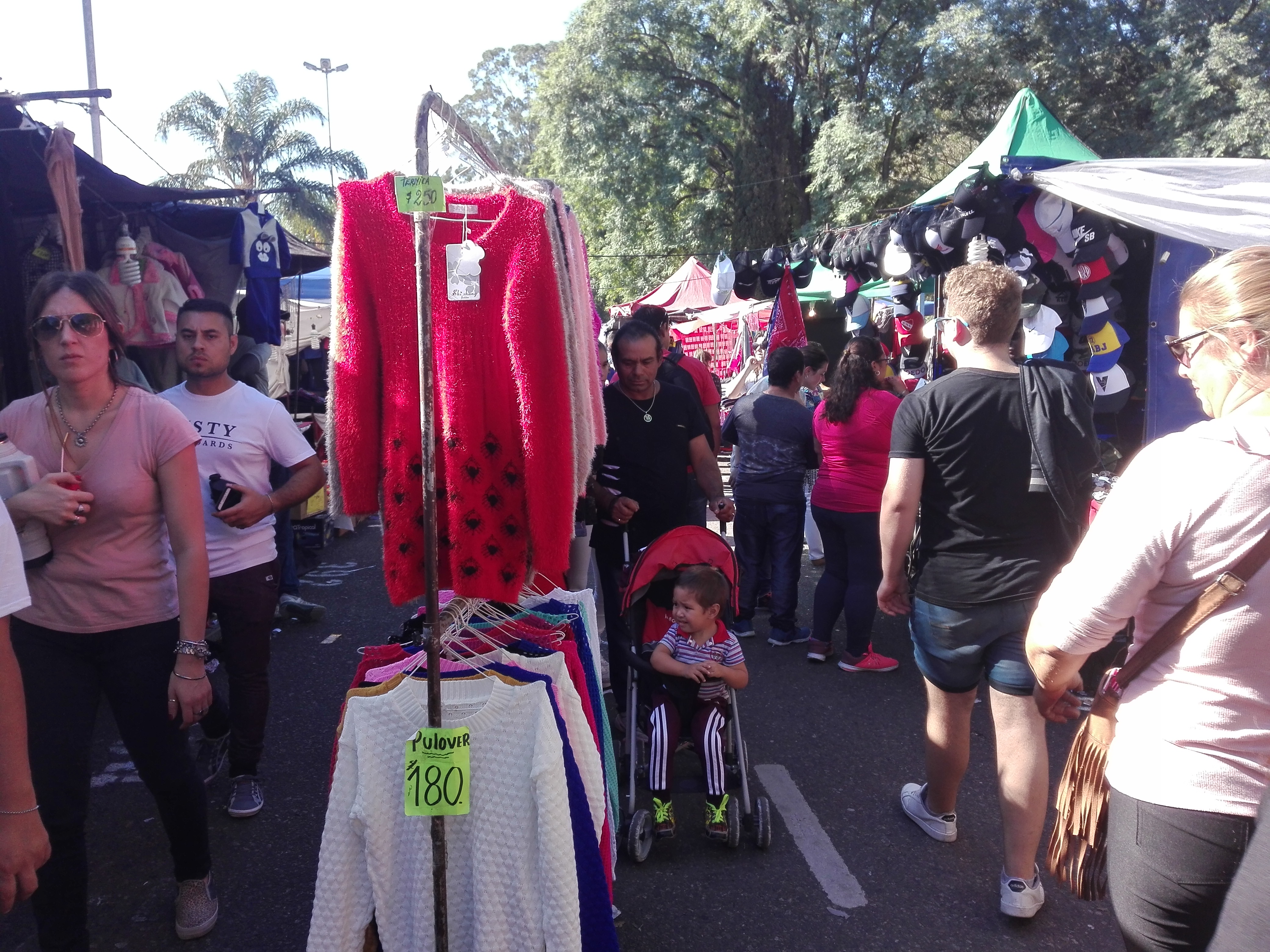